# Хуліо Альварес дель Вайо
Ху́ліо А́льварес дель Ва́йо (ісп. Julio Álvarez del Vayo; нар. 9 лютого 1890 — пом. 3 травня 1975) — іспанський політичний діяч, дипломат і публіцист. Соціаліст.

## Біографія
1931—1933 був послом у Мексиці
1933—1934 — головою комісії Ліги Націй для врегулювання конфлікту між Болівією і Парагваєм за район Чако.
Під час фашистського заколоту в Іспанії 1936—1939 і пізніше в еміграції (до 1945 р.) був міністром закордонних справ республіканського уряду.
Відвідавши СРСР, опублікував дві книги, в яких виклав свої враження про країну.